# Regole di ingaggio
Le regole di ingaggio (anche in inglese Rules of Engagement) definiscono, nelle azioni militari e di polizia, quando, dove e come le forze in campo debbano essere utilizzate. Possono essere generiche o specifiche, e ciascuna organizzazione le adatta alla propria cultura.

## Caratteristiche
Sono generalmente impartite prima di essere impiegato in qualunque missione. Queste addizionali regole possono includere come rispondere ad un attacco, o quali aree il personale deve agire o come le forze in campo debbano essere utilizzate.
Trattandosi di "una modalità applicativa di un impiego della forza armata consentito dal diritto internazionale e non proibito dalle norme interne" nessuna regola d’ingaggio potrà rendere lecito un comportamento illecito (ad es. sparare su un’ambulanza) secondo il diritto umanitario. Le regole d’ingaggio "possono invece consentire l’impiego della forza reso necessario da un’azione in legittima difesa dello Stato, quantunque, nel caso concreto, i militari partecipanti alla missione non siano oggetto di un’azione offensiva. Eguali considerazione valgono qualora abbia luogo un intervento a favore di uno Stato in cui sia in corso una guerra civile, sempre che l’intervento sia legittimo.
Le regole consistono nelle direttive emanate dalla autorità militare che delinea le circostanze e limiti in cui le forze operative iniziano ed effettuano scontri con forze nemiche. Esse forniscono un approccio coerente, comprensibile e forniscono lo standard di come le forze in campo debbano agire. Generalmente, esse sono attentamente studiate nei dettagli prima di uno scontro e possono variare in funzione di scenari, con regole diverse per ciascuno. Assistono alla sincronizzazione delle componenti decisionali, politiche e operative di una strategia permettendo ai decisori di meglio comprendere, prevedere e focalizzare l'azione delle forze in campo.
Quattro sono gli elementi che caratterizzano le regole di ingaggio:
1. quando lo scontro deve essere effettuato;
2. dove lo scontro deve essere effettuato;
3. contro chi, secondo le circostante sopra delineate, deve essere compiuto lo scontro;
4. come le unità operative devono essere utilizzate al fine di ottenere lo scopo desiderato.

Due sono gli ambiti d'applicazione delle regole di ingaggio:
- le azioni che un elemento della squadra può effettuare senza consultarsi con un superiore, a meno che non sia esplicitamente proibito (chiamato anche "comando per negazione");
- azioni che possono essere effettuate solo se esplicitamente ordinate da un superiore (chiamate “comando positivo")

## Aspetti giuridici
Di solito, le regole d’ingaggio hanno natura amministrativa, non possono derogare la legge e, qualora siano in contrasto con la legge penale. Nel diritto militare italiano, non possono essere considerate come una causa di giustificazione, ma potrebbero essere valutate come una circostanza attenuante. Per converso, la violazione delle regole di ingaggio, poste a livello esclusivamente nazionale, è stata talvolta invocata come indizio della violazione delle regole del diritto bellico internazionalmente riconosciute.

## Casistica

### Forze multinazionali
Le regole di ingaggio sono emanate dall’autorità nazionale di una forza armata partecipante alla missione, ma «per le operazioni multinazionali le regole sono emanate dall’organizzazione sotto il cui comando la forza è posta. Questo vale per le Nazioni Unite, la Nato e l’Unione Europea.
È difficile stabilire regole di ingaggio che tengano conto delle diverse dottrine nazionali in un’operazione multinazionale. Per questo singoli paesi partecipanti possono inserire restrizioni nazionali, detti caveat, che sono delle vere e proprie riserve.

### Procedura delle quattro S o 4S nell'esercito USA
Un esempio di regole di ingaggio è la procedura delle quattro S, abbreviata in 4S, seguita dallo United States Army presso un posto di blocco, allo scopo di fermare un'auto o un qualsiasi veicolo ritenuto pericoloso.
Le quattro fasi sono:
- Shout (grida): i soldati, a 150 metri di distanza segnalano al conducente di fermarsi, attraverso segnalazioni manuali, grida, segnali luminosi;
- Show (mostra): a 100 metri dal posto di blocco il conducente del veicolo viene colpito da un laser verde, per costringerlo a rallentare;
- Shove (allontana): nel caso l'auto non avesse ancora rallentato, i soldati sparano alcuni colpi in aria;
- Shoot (spara): quando il veicolo giunge alla pericolosa distanza di 50 metri, i soldati si ritengono autorizzati a sparare al fine di neutralizzare (se necessario anche ferire e uccidere) il presunto aggressore.

## Utilizzo in economia
L'uso dell'espressione viene utilizzata anche in economia aziendale. Si è sviluppata una certa dottrina in campo economico/finanziario atta a traslare i concetti militari delle regole di ingaggio nelle società, al fine di migliorarne la adattività all'ambiente e la migliore prestazione al perseguimento dei fini aziendali.